# Help Catalonia
Help Catalonia és una agrupació de voluntaris que mitjançant les eines digitals és dedicada a la internacionalització de la realitat catalana des de fa més de tres anys. Els voluntaris procedeixen de diferents països i nacionalitats sense una ideologia conductora o una ideologia política concreta, i asseguren que no tenen relació amb cap partit polític. El seu objectiu primari és denunciar la «guerra encoberta que Espanya està duent a terme contra el poble català», afirma l'entitat, que té com a objectius associats difondre el dret a decidir, la celebració d'un referèndum, la defensa de la llengua catalana i garantir la visualització d'un procés democràtic.
La seva missió és ser «l'altaveu dels catalans que volen ser lliures i que reclamen el suport internacional per deslliurar-nos dels abusos sistemàtics de l'Estat espanyol». Per això publiquen els seus propis articles i tradueixen notícies que apareix als mitjans de comunicació a l'anglès, francès, italià, alemany i castellà (també fan traduccions al rus, neerlandès i polonès).
El 2013 va arribar a un acord de col·laboració amb el Cercle Català de Negocis per tal d'internacionalitzar els aspectes econòmics d'una Catalunya independent.